# Liste der Monuments historiques in Saint-Flavy
Die Liste der Monuments historiques in Saint-Flavy führt die Monuments historiques in der französischen Gemeinde Saint-Flavy auf.

## Liste der Objekte
| Bezeichnung                | Beschreibung                                | Standort                                     | Kennzeichnung | Schutzstatus | Datum | Bild |
| -------------------------- | ------------------------------------------- | -------------------------------------------- | ------------- | ------------ | ----- | ---- |
| Kirchenfenster             | aus dem 16. Jahrhundert                     | in der Kirche Assomption-de-la-Vierge (Lage) | PM10001920    | Classé       | 1908  |      |
| Skulptur Heiliger Flavitus | Eichenholz, farbig gefasst, 17. Jahrhundert | in der Kirche Assomption-de-la-Vierge (Lage) | PM10003946    | Inscrit      | 1980  |      |
| Skulptur Madonna mit Kind  | Eichenholz, farbig gefasst, 16. Jahrhundert | in der Kirche Assomption-de-la-Vierge (Lage) | PM10001919    | Classé       | 1908  |      |